# Shaking the Tree
Shaking the Tree: Sixteen Golden Greats – pierwszy kompilacyjny album Petera Gabriela. Zawiera utwory z lat 1976-1989. W 2002 r. został zremasterowany.
Kolejność utworów nie ma nic wspólnego z chronologią. Niektóre z nich różnią się od wersji z oryginalnych albumów. Większość utworów to nowe edycje różniące się długością, część to edycje radiowe. „Shaking the Tree”, utwór z albumu Youssou N'Doura The Lion (1989) to remix nagrany wspólnie przez Gabriela i N'Doura. Utwór „Here Comes the Flood” został w całości ponownie nagrany w 1990 r. Ta wersja opiera się na pianinie i wokalu i jest zdecydowanie prostsza niż wersja oryginalna z albumu Peter Gabriel (1977). 
Kompilacja pomija zupełnie utwory z albumów Peter Gabriel (1978) oraz Birdy. Szczególnie zauważalny jest brak „In Your Eyes”. Piosenka ta została wykorzystana w filmie Nic nie mów co sprawiło, że był to jeden z najbardziej znanych utworów Gabriela. W notowaniach list przebojów nie przebił się jednak do pierwszej 20, więc został pominięty na rzecz pięciu innych utworów z albumu So.
Autorem fotografii wykorzystanych na okładkach płyty był Robert Mapplethorpe.

## Lista utworów
Wszystkie utwory napisane przez Petera Gabriela, z wyjątkiem „Shaking the Tree”.
1. „Solsbury Hill” (z albumu Peter Gabriel I) – 4:20
2. „I Don't Remember (Edit)” (Peter Gabriel III) – 3:48
3. „Sledgehammer (Edit)” (So) – 4:54
4. „Family Snapshot (Edit)” (Peter Gabriel III) – 4:25
5. „Mercy Street (Edit)” (So) – 4:43
6. „Shaking the Tree (1990 remix)” (Gabriel, Youssou N'Dour) – 6:23
7. „Don't Give Up (Edit)” (So) – 5:55
8. „San Jacinto (Edit)” (Peter Gabriel IV) – 6:401
9. „Here Comes the Flood (1990 re-recording)” (Peter Gabriel I) – 4:31
10. „Red Rain” (So) – 5:351
11. „Games Without Frontiers (Edit)” (Peter Gabriel III) – 3:57
12. „Shock the Monkey (Radio edit)” (Peter Gabriel IV) – 3:56
13. „I Have the Touch (1983 remix)” (Peter Gabriel IV) – 3:441
14. „Big Time” (So) – 4:26
15. „Zaar (Edit)” (Passion) – 2:581
16. „Biko (Edit)” (Peter Gabriel III) – 7:00

1Utwór nie znalazł się na oryginalnym, winylowym wydaniu.

## Nowi muzycy w remixach
- Peter Gabriel - nowy wokal w utworze 6, pianino i wokal (9), instrumenty klawiszowe i wokal (13)
- Simon Phillips – bębny (13)